# Asquith (Saskatchewan)
Asquith – miasto leżące w południowo-centralnej części prowincji Saskatchewan w Kanadzie, około 38 km na zachód od Saskatoon.